# Динамо (Волгоградська область)
Динамо (рос. Динамо) — селище у Нехаєвському районі Волгоградської області Російської Федерації.
Населення становить 965 осіб. Входить до складу муніципального утворення Динамовське сільське поселення.

## Історія
Селище розташоване у межах українського історичного та культурного регіону Жовтий Клин.
Селище засноване 1929 року.
Згідно із законом від 14 лютого 2005 року № 1006-ОД органом місцевого самоврядування є Динамовське сільське поселення.

## Населення
| 2010 |
| ---- |
| 965  |